# TP d'Or 1977
Els premis TP d'Or 1977 foren entregats al Saló Turquesa de l'Hotel Eurobuilding de Madrid el 12 d'abril de 1978. Va presidir l'acte el ministre de Cultura Pío Cabanillas.
| Categoria                          | Programa                           | Persona         | Resultat   |
| ---------------------------------- | ---------------------------------- | --------------- | ---------- |
| Actor Nacional                     | Curro Jiménez                      | Sancho Gracia   | Guanyador  |
| Estudio 1 i Novela                 | José Bódalo                        | 2n Classificat  |            |
| Estudio 1 i Novela                 | Jesús Puente                       | 3r Classificat  |            |
| Actriu Nacional                    | Las viudas                         | Lola Herrera    | Guanyadora |
| Estudio 1                          | Nuria Espert                       | 2n Classificada |            |
| Mujeres insólitas                  | Teresa Rabal                       | 3r Classificada |            |
| Actor Estranger                    | Colombo                            | Peter Falk      | Guanyador  |
| Starsky & Hutch                    | David Soul                         | 2n Classificat  |            |
| Starsky & Hutch                    | Paul Michael Glaser                | 3r Classificat  |            |
| Actriu Estrangera                  | La Mujer Policía                   | Angie Dickinson | Guanyadora |
| Séptima avenida                    | Jane Seymour                       | 2n Classificada |            |
| Sara                               | Brenda Vaccaro                     | 3r Classificada |            |
| Presentador                        | Telediario                         | Ladislao Azcona | Guanyador  |
| Esta noche...fiesta                | José María Íñigo                   | 2n Classificat  |            |
| Un, dos, tres... responda otra vez | Kiko Ledgard                       | 3r Classificat  |            |
| Presentadora                       | 24 imágenes por segundo            | Isabel Tenaille | Guanyadora |
| Gente Hoy                          | Mari Cruz Soriano                  | 2n Classificada |            |
| Informe semanal                    | Rosa María Mateo Isasi             | 3r Classificada |            |
| Personatge més popular             | 625 líneas                         | Tip y Coll      | Guanyadors |
| Curro Jiménez                      | El Algarrobo                       | 2n Classificada |            |
| Marco                              | "Marco"                            | 3r Classificada |            |
| Serie Nacional                     | Curro Jiménez                      | Guanyadora      |            |
| El hombre y la tierra              | 2a Classificada                    |                 |            |
| Mujeres insólitas                  | 3a Classificada                    |                 |            |
| Sèrie Estrangera                   | Starsky & Hutch                    | Guanyadora      |            |
| Hombre rico, hombre pobre          | 2a Classificada                    |                 |            |
| Séptima Avenida                    | 3a Classificada                    |                 |            |
| Programa Nacional                  | Un, dos, tres... responda otra vez | Guanyador       |            |
| Esta noche...fiesta                | 2a Classificada                    |                 |            |
| A fondo                            | 3a Classificada                    |                 |            |